# Каза Галоти (Павија)
Каза Галоти је насеље у Италији у округу Павија, региону Ломбардија.
Према процени из 2011. у насељу је живело 15 становника. Насеље се налази на надморској висини од 355 м.